# Euphyia siris
Euphyia siris là một loài bướm đêm trong họ Geometridae.